# Sotaro Izumi
Sotaro Izumi (født 5. august 1992) er en japansk professionel fodboldspiller.
Han har spillet for flere forskellige klubber i sin karriere, herunder YSCC Yokohama.